# Ken Grimwood
Kenneth Milton Grimwood (ur. 27 lutego 1944, zm. 5 czerwca 2003) – amerykański dziennikarz radiowy i pisarz.
Znany jest głównie jako autor powieści Powtórka, za którą w 1988 roku otrzymał Nagrodę World Fantasy. Powieść ta, wielokrotnie tłumaczona (także na polski), zyskała miano kultowej – w Japonii stała się bestsellerem.
Urodził się w Dothan w Alabamie. Mieszkał m.in. w Paryżu, Londynie, Bostonie, Meksyku i Los Angeles. Zmarł w wieku 59 lat na atak serca w Santa Barbara w Kalifornii. Pracował nad sequelem Replay.

## Twórczość
- Breakthrough (1976)
- Elise (1979)
- Voice Outside (1982)
- Powtórka (Replay, 1987)
REBIS, 2002, tłum. Zuzanna Naczyńska, ISBN 83-7301-195-1, seria wydawnicza Salamandra
REBIS, 2024, tłum. Zuzanna Naczyńska, ISBN 978-83-8338-161-9, seria wydawnicza Wehikuł Czasu
- Into the Deep (1994)